# Eugen Sehnal
Eugen Sehnal (* 22. Dezember 1851 in Kufstein; † 12. September 1910 in Wien) war ein österreichischer Baumeister und Architekt.

## Leben
Eugen Sehnal, der Sohn eines Tiroler Polizeiarztes, verbrachte bereits seine Schulzeit in Wien. In Schottenfeld besuchte er die Oberrealschule. In den Jahren 1869 bis 1873 war er an der Technischen Hochschule  Schüler von Heinrich Ferstel und Karl König.
Einer seiner ersten Aufträge war die evangelische Kirche in Mödling. Während seiner Schaffenszeit bestand auf Grund der Industrialisierung im Raum von Wien und Niederösterreich ein erhöhter Bedarf an öffentlichen Bauten, sodass dies auch für ihn eines der wesentlichen Betätigungsgebiete war. Auf seinen Arbeiten beruhen einige Krankenhäuser, Schulen und Amtsgebäude. Letztlich  erhielt er auch die Position eines Bauschätzers im Obersthofmarschallamt.
Sehnal erlitt im Alter von 59 Jahren einen Schlaganfall am Wiener Südbahnhof, an dessen Folgen er schließlich starb. Er war verheiratet und hatte vier Kinder.

## Werke

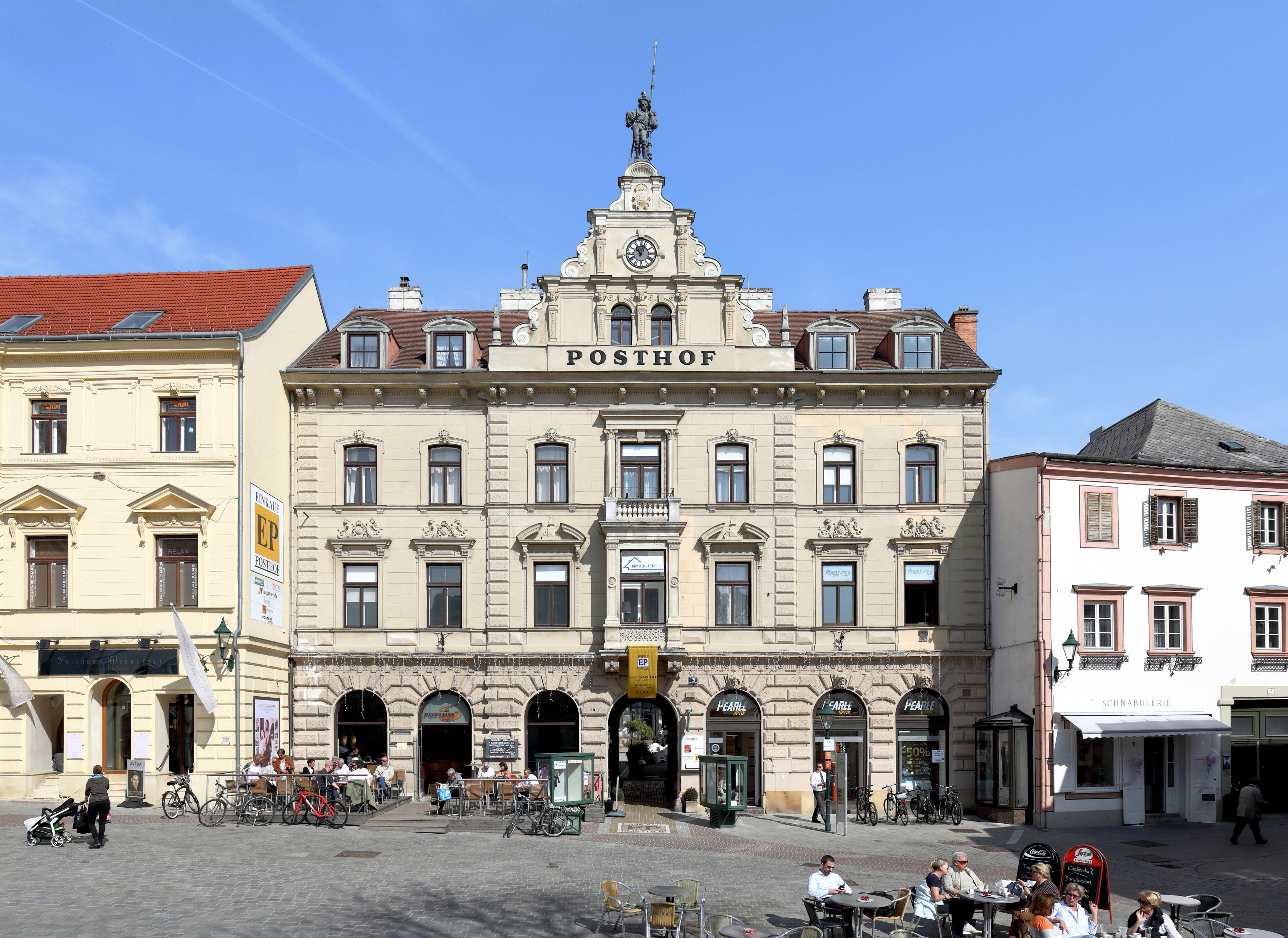
Posthof in Mödling (1879)

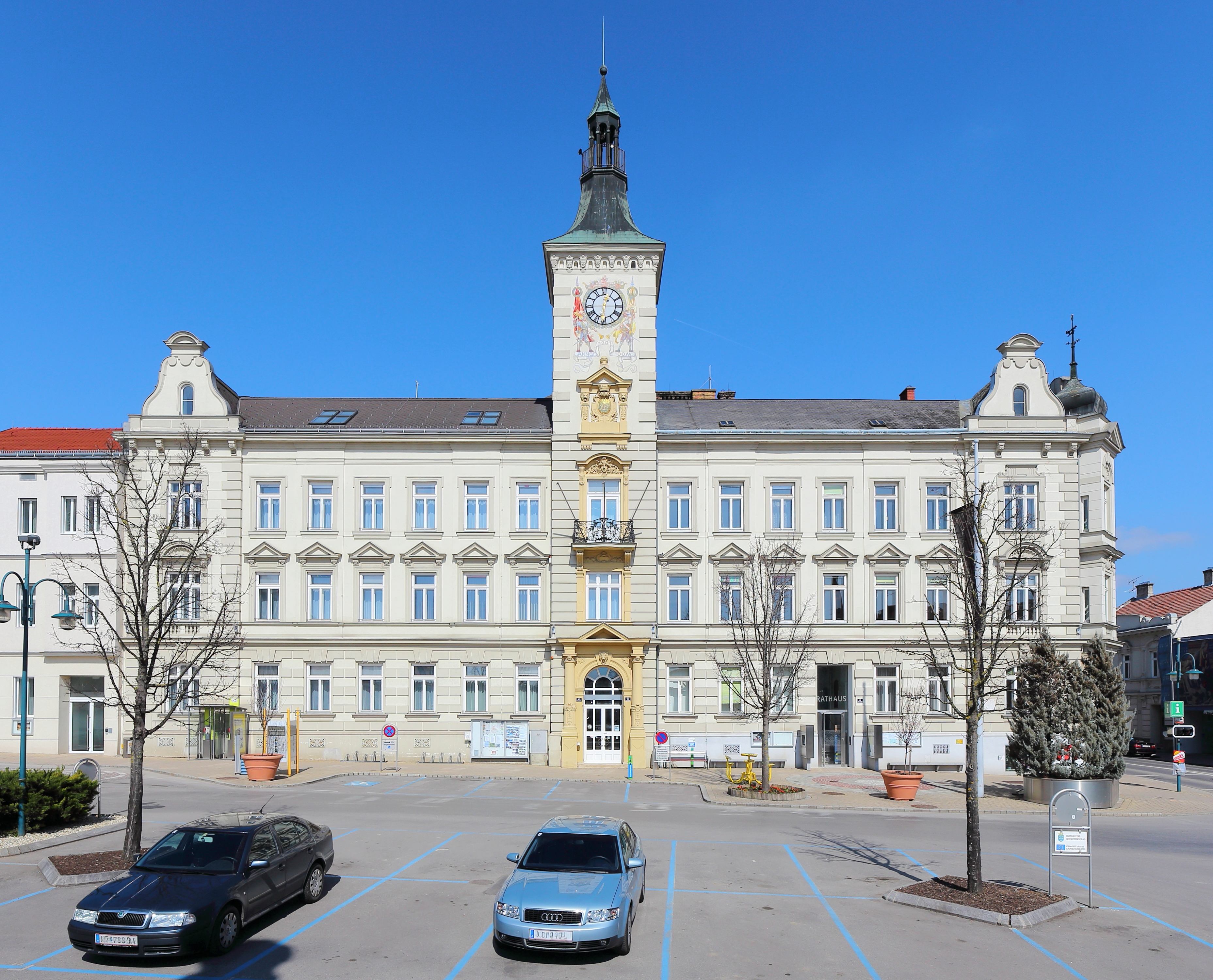
Rathaus in Mistelbach (1901)

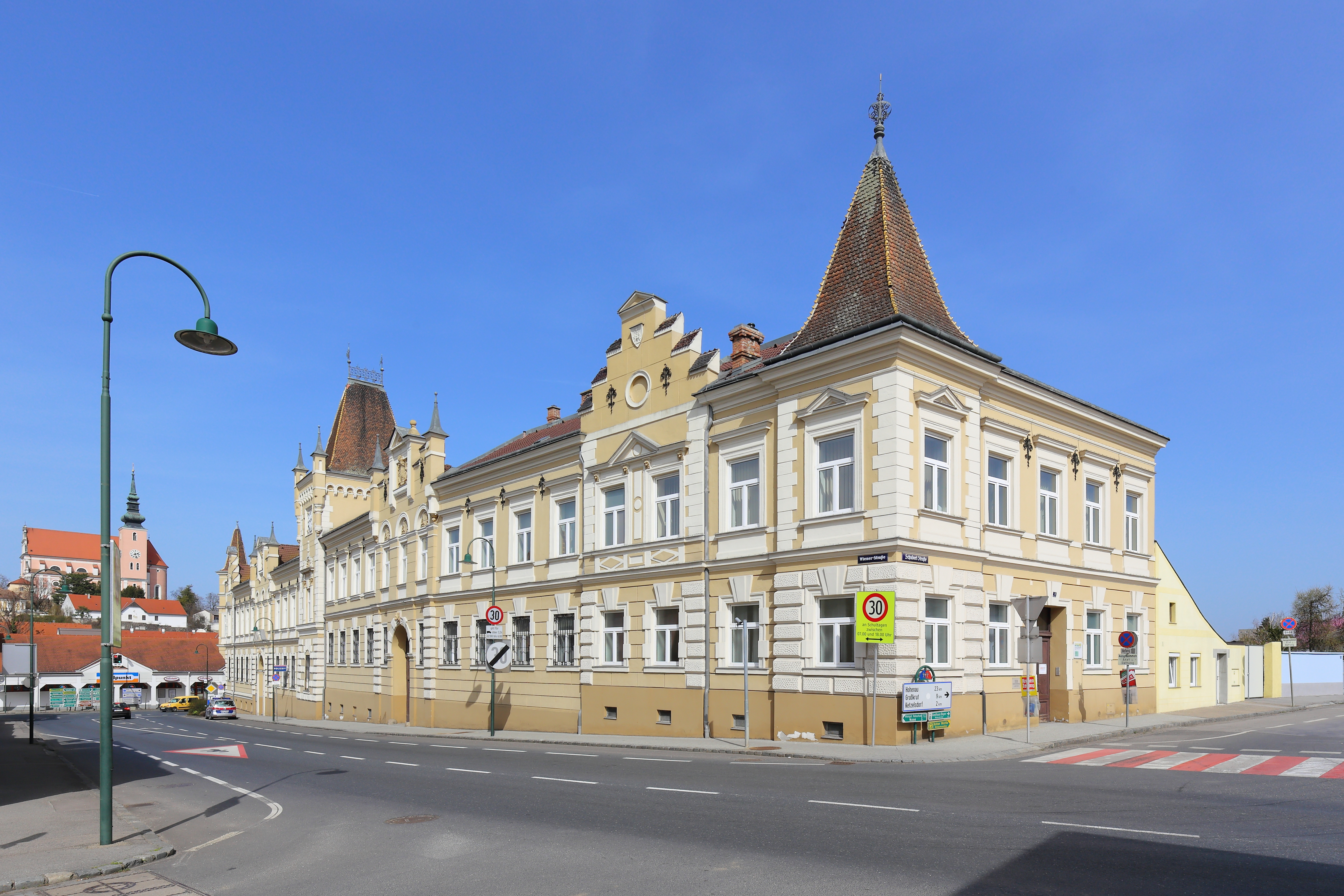
Gerichts- und Amtsgebäude in Poysdorf (1897)

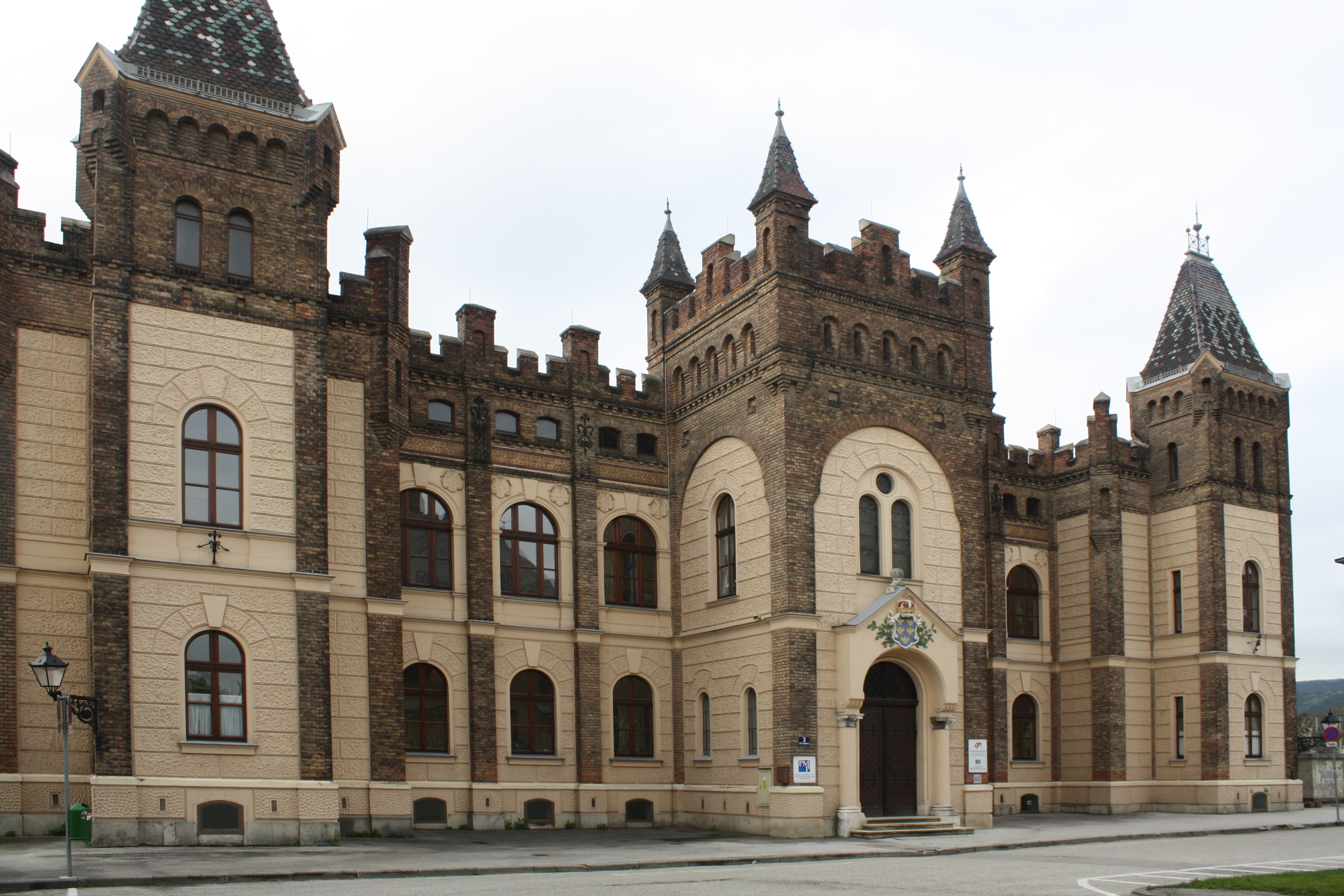
Gebäude des Hyrtl’schen Waisenhauses in Mödling

- Gruftkapellen der Familien Hyrtl, Schöffel und Vargemont in Mödling, 1874
- Evangelische Pfarrkirche in Mödling, 1874
- Geschäfts- und Wohnhaus Posthof in Mödling, 1879
- Städtisches Sparkassengebäude in St. Pölten am Domplatz, 1884
- Hyrtl’sches Waisenhaus in Mödling, 1886
- Waisenanstalt Sieberer Stiftung in Innsbruck, 1886–1889
- Zinshauskomplex Sechshauser Gürtel 1,3,5 (Ecke Sechshauser Straße) in Wien, 1888
- Casino Baumgarten, 1891
- Kaiserin-Elisabeth-Spital in Wien, 1890–1900
- Umgestaltung des Stadttheaters St. Pölten, 1893
- Krankenhaus Neunkirchen, 1894
- Kaiser Franz Joseph Krankenhaus zu St. Pölten, 1894–1895
- ehemalige Bezirkshauptmannschaft Mödling, Klostergasse, 1896
- Gerichts- und Amtsgebäude Poysdorf, 1897
- Rathaus Mistelbach, 1901
- Villa Jungherrnegg in Dörfl in Lilienfeld, 1902
- Rathaus Zistersdorf

Neben diesen öffentlichen Bauten errichtete er zahlreiche private Gebäude in Wien, wie die Ergänzung des Palais Silva-Tarouca  und im Umland, wie in Kaltenleutgeben  oder der Posthof in Mödling.

## Auszeichnungen und Ernennungen
- Goldenes Verdienstkreuz mit Krone, 1889
- Baurat, 1897
- Bausachverständiger der Baudeputation für Wien, 1898–1903
- Behördlich autorisierter Architekt, 1905
- Bauschätzmeister beim Hofmarschallamt, 1908–1910